# Друцькі-Коноплі
Друцькі-Коноплі (також Коно́плі-Соколинські або Коно́плі) — княжий (князівський) рід білорусько-українського походження, який є гілкою князів Друцьких. Прізвище походить від прізвиська одного з їх предків; також вживалось прізвище Соколінські, як маєтків у містечку Сокольня, розташованого в Оршанському повіті, поблизу Друцька, в якому рід Коноплів-Соколінських, як і інші князі, що походять від роду Друцьких, мав уділ.
Родоначальником був князь Федір Федорович «Конопля», син князя Федора Бабича, онук князя Івана «Баби» Друцького, нащадки якого одружуються з князями Лукомськими та Сапігами. Рід вимер по чоловічій лінії в третьому поколінні, після смерті князя Лева Коноплі (†1552). Останньою відомою представницею роду була княгиня Богдана (†1584), одружена вперше з князем Лукомським, а вдруге з Іван Сапігою.
Родові маєтки Соколине, Конопельчиці та інші володіння у Друцькому князівстві після смерті Лева Коноплі перейшли до дітей Богдани Костянтинівни від князя Івана Сапіги.